# Lomnice (okres Bruntál)
Lomnice (1869–1910 Měrotín, německy Lobnig) je obec ležící v okrese Bruntál. Má 487 obyvatel.
Obcí prochází železniční trať číslo 310 z Olomouce do Opavy. Její zastávka pak nese změněné jméno, a to podle katastrálního území Lomnice u Rýmařova. Lomnice měla ve znaku sv. Jiří.

## Historie
První písemná zmínka o obci pochází z roku 1317. Za druhé světové války byl mezi Lomnicí a Dětřichovem nad Bystřicí zajatecký tábor sovětských vojáků.

### Vývoj počtu obyvatel
Počet obyvatel celé obce Lomnice podle sčítání nebo jiných úředních záznamů:
| Rok            | 1869 | 1880 | 1890 | 1900 | 1910 | 1921 | 1930 | 1950 | 1961 | 1970 | 1980 | 1991 | 2001 |
| -------------- | ---- | ---- | ---- | ---- | ---- | ---- | ---- | ---- | ---- | ---- | ---- | ---- | ---- |
| Počet obyvatel | 1509 | 1548 | 1485 | 1464 | 1419 | 1376 | 1403 | 841  | 709  | 686  | 668  | 609  | 545  |

1. ↑  z toho: 58 Čechoslováků, 1331 Němců; 1370 řím. kat., 14 evang., 12 čsl., 3 bez vyzn.
2. ↑  z toho: 490 Čechů, Moravanů a Slezanů, 45 Slováků; 165 řím. kat., 3 čsl. hus., 321 bez vyzn.

V celé obci Lomnice je evidováno 215 adres, vesměs čísla popisná (trvalé objekty). Při sčítání lidu roku 2001 zde bylo napočteno 190 domů, z toho 127 trvale obydlených.
Počet obyvatel samotné Lomnice podle sčítání nebo jiných úředních záznamů:
| Rok            | 1869 | 1880 | 1890 | 1900 | 1910 | 1921 | 1930 | 1950 | 1961 | 1970 | 1980 | 1991 | 2001 |
| -------------- | ---- | ---- | ---- | ---- | ---- | ---- | ---- | ---- | ---- | ---- | ---- | ---- | ---- |
| Počet obyvatel | 1180 | 1200 | 1129 | 1112 | 1088 | 1023 | 1064 | 648  | 537  | 486  | 533  | 491  | 464  |

1. ↑  z toho: 46 Čechoslováků, 1004 Němců; 1035 řím. kat., 13 evang., 10 čsl., 3 bez vyzn.

V samotné Lomnici je evidováno 171 adres. Při sčítání lidu roku 2001 zde bylo napočteno 149 domů, z toho 109 trvale obydlených.

## Části obce
- Lomnice (k. ú. Lomnice u Rýmařova)
- Tylov (k. ú. Tylov)

## Pamětihodnosti
- Kostel sv. Jiří
- společný hrob a památník
- venkovský dům čp. 27